# Євген Пірокеті
Євге́н Піроке́ті (Пірохеті; Перекеті) — український радянський футболіст і працівник НКВС, півзахисник, відомий за виступами у складі команди «Динамо» (Київ) 1928 року.

## Загальні відомості
1927 року — півзахисник команди Радторгслужбовці (Київ), працівник кінної міліції. В Чемпіонаті Києва 1927 року ця команда посіла 2-е місце (сезон «весна») і 3-є місце (сезон «осінь»). Протистояння його команди з найсильнішим київським клубом СК «Залдор» було настільки принциповим, що матчі між земляками рясніли частими сутичками, в яких брав участь і Пірокеті, який 26 квітня 1927 року в дебютному матчі сезону з залізничниками був вилучений з поля суддею матча Семеном Хейфецем.
Серед інших працівників НКВС на запрошення свого колишнього тренера Михайла Товаровського 1928 року перейшов до київського «Динамо». Брав участь у товариських матчах, зокрема у першому офіційному товариському матчі проти одеських одноклубників 17 липня 1928 року (2:2).
1929 року був заявлений за «Динамо-2» (Київ).
Після війни працював у Івано-Франківську.

## Галерея

Перша фотографія в історії «Динамо», 01.09.1928
Фотографія "Динамо" 1928 року. Зліва направо (тільки футболісти): нижній ряд — Іванов С., Ідзковський, Дишкант; середній ряд — Мурашов, Бардадим, Пірокеті; верхній ряд — Рейнгольд, Трофимов, Кауфман, Терентьєв, Бойко